# Bear Run
Bear Run és un afluent del riu Youghiogheny de 5 milles (8.0 km) de llargada a Fayette County, Pennsylvania, als Estats Units.
Bear Run es troba a les muntanyes apalaches i part de l'àrea metropolitana de Pittsburgh. La Casa de la Cascada, dissenyada per l'arquitecte Frank Lloyd Wright, està localitzada en el corrent de la localitat anomenada com Mill Run.
Bear Run està dins de la reserva natural de Bear Run, protegida per Western Pennsylvania Conservancy. Bear Run és un riu dins els Pennsylvania Scenic Rivers. El poble més proper is Ohiopyle.